# Le Tombeur de ces demoiselles
Pour plus de détails, voir Fiche technique et Distribution.
Le Tombeur de ces demoiselles (titre original : Spinout) est un film américain réalisé par Norman Taurog, sorti en 1966.

## Fiche technique
- Titre original : Spinout
- Titre français : Le Tombeur de ces demoiselles
- Réalisation : Norman Taurog
- Scénario : Theodore J. Flicker et George Kirgo
- Photographie : Daniel L. Fapp
- Musique : George Stoll
- Montage : Rita Roland
- Pays de production :  États-Unis
- Format : Couleurs - 2,35:1 - Mono
- Date de sortie : 1966

## Distribution
- Elvis Presley : Mike McCoy
- Shelley Fabares : Cynthia Foxhugh
- Diane McBain : Diana St. Clair
- Deborah Walley : Les
- Will Hutchins : Lt. Tracy Richards
- Cecil Kellaway : Bernard Ranley
- Una Merkel : Violet Ranley
- Frederick Worlock : Blodgett
- Carl Betz : Howard Foxhugh
- Dodie Marshall : Susan
- Jack Mullaney : Curly
- Warren Berlinger : Philip Short